# Diaphanogryllacris corporaali
Diaphanogryllacris corporaali är en insektsart som först beskrevs av Willemse, C. 1927.  Diaphanogryllacris corporaali ingår i släktet Diaphanogryllacris och familjen Gryllacrididae. Inga underarter finns listade i Catalogue of Life.